# Death Note: Ostatnie imię
Death Note: Ostatnie imię (jap. デスノート ｔｈｅ Ｌａｓｔ ｎａｍｅ) – film produkcji japońskiej na podstawie mangi Death Note, został nakręcony w 2006 roku.

## Obsada
- Tatsuya Fujiwara jako Light Yagami
- Ken’ichi Matsuyama jako L/Ryuzaki
- Nakamura Shidō II jako Ryuk (głos)
- Takeshi Kaga jako Soichiro Yagami
- Erika Toda jako Misa Amane
- Shigeki Hosokawa jako Raye Iwamatsu
- Asaka Seto jako Naomi Misora
- Shinnosuke „Peter” Ikehata jako Rem (głos)
- Hikari Mitsushima jako Sayu Yagami
- Michiko Godai jako Sachiko Yagami
- Shunji Fujimura jako Watari
- Sota Aoyama jako Tota Matsuda
- Shin Shimizu jako Shuichi Aizawa
- Tatsuhito Okuda jako Hirokazu Ukita
- Ikuji Nakamura jako Kanzo Mogi
- Nana Katase jako Kiyomi Takada

## Ścieżka dźwiękowa
W Death Note: The Last Name wykorzystano piosenkę Snow ((Hey Oh)) – Red Hot Chili Peppers.